# Les Chéris
Les Chéris – miejscowość i dawna gmina we Francji, w regionie Normandia, w departamencie Manche. W 2013 roku jej populacja wynosiła 275 mieszkańców. 
W dniu 1 stycznia 2016 roku z połączenia dwóch ówczesnych gmin – Les Chéris oraz Ducey – utworzono nową gminę Ducey-les-Chéris. Siedzibą gminy została miejscowość Ducey. 